# Всероссийская государственная библиотека иностранной литературы имени М. И. Рудомино
Всеросси́йская госуда́рственная библиоте́ка иностра́нной литерату́ры и́мени М. И. Рудомино́ (ВГБИЛ, «Иностранка») — федеральная библиотека, специализирующаяся на иностранной литературе. Основана в 1921 году как библиотека Неофилологического института. Получила своё название в 1990 году в честь основателя и первого директора Маргариты Ивановны Рудомино, работавшей в библиотеке с момента её открытия по апрель 1973 года.

## История

### Основание библиотеки
В январе 1921 года Наркомпрос РСФСР приступил к организации Неофилологического института и пригласил библиотековеда Маргариту Рудомино для создания институтской библиотеки. Приказом от 27 июня 1921 года её назначили заведующей и поручили набрать сотрудников и оборудовать помещение. К сентябрю 1921-го руководящий состав перешёл на другую работу, а организация института была остановлена. Маргарита Рудомино решила создать самостоятельную библиотеку. В течение двух месяцев она обращалась с предложением к чиновникам Наркомпроса, но постоянно получала отказы. Идею создания библиотеки одобрил заведующий отделом педагогического обучения Главпрофобра профессор Николай Челяпов и включил её в список учреждений управления. В октябре 1921 года библиотека была основана как самостоятельное учреждение в системе Наркомпроса РСФСР. Помещения были выделены на пятом этаже здания номер 5 по Денежному переулку. В штат были зачислены пять человек, включая заведующую и уборщицу. Первый год работы прошёл в тяжёлых условиях: неотапливаемое здание с разбитыми окнами требовало капитального ремонта, однако государство не выделяло средств.
Была каморка, холодная, промозглая, тёмная, вся заваленная книжною рухлядью. Книги промёрзли насквозь. Стерегла это добро исхудавшая, иззябшая девочка, с распухшими от холода пальцами.Писатель Корней Чуковский
Помощь библиотеке оказывали читатели-энтузиасты, друзья Маргариты Рудомино и преподаватели иностранных языков, которые хотели возродить Неофилологический институт. К декабрю 1921 года было собрано около двух тысяч книг. Сотрудники вели подготовку к открытию, но в результате проведённой ревизии библиотеку решили закрыть, а книжный фонд и оборудование передать Московскому государственному университету. Однако закрытие не состоялось: Главнаука Наркомпроса включил библиотеку в список научных учреждений РСФСР.
Библиотека сохранила институтское название и открылась для читателей 2 апреля 1922 года как Неофилологическая. Каталог состоял из разделов по философии, литературе, истории, географии, мемуарам, биографии, учебному разделу и детской литературе. В 1923 году библиотека получила около 12 тысяч томов иностранной литературы из библиотеки имени Островского, а также организовала бюро по выписке современной иностранной литературы из-за границы — её доставляли из Берлина от книжной закупочной комиссии. Благодаря зарубежной прессе библиотека стала одним из немногих доступных центров информации о современной западной жизни.

### Расширение и переезды

#### Помещения академии

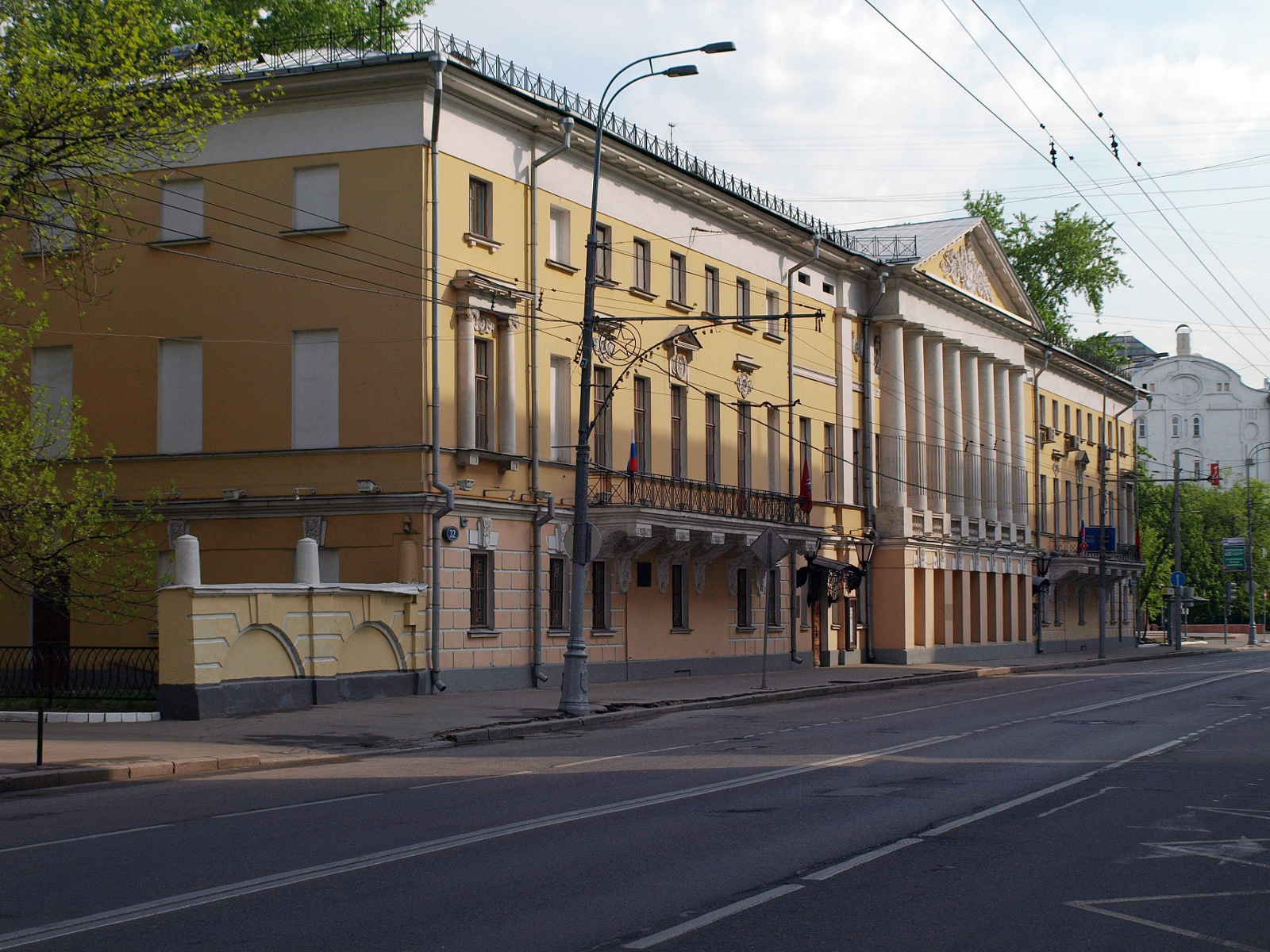
Дом Степанова, в котором располагалась Академия художественных наук и библиотека (фото 2008 год)

В конце января 1924 года библиотеку пришлось перевезти в Государственную академию художественных наук. Согласно официальной версии, это было сделано для удобства читателей, ранее вынужденных подниматься на пятый этаж высокого дома. Однако в действительности прежнее помещение занял нарком просвещения Анатолий Луначарский, за что позже получил выговор по линии ЦК ВКП(б). В здании академии для библиотеки выделили две небольшие комнаты и их размер не позволял организовать эффективную работу, поэтому библиотеку пришлось закрыть, что вызвало резкое недовольство читателей — вопрос о положении библиотеки был вынесен ЦК РКП(б).
В апреле 1924 года Наркомпрос выделил библиотеке помещение в здании Государственного исторического музея. По новому адресу впервые открылся зал для коллективных и индивидуальных консультаций по семи иностранным языкам. В мае того же года решением Главнауки Неофилологическую библиотеку переименовали в Государственную библиотеку иностранной литературы (ГБИЛ).

#### Профессорская квартира
Библиотеке требовались новые площади, поэтому в декабре 1925 года ГБИЛ переехала в бывшую квартиру профессора МГУ Юрия Сергиевского. В новом пятикомнатном помещении появились читальный зал, справочно-библиографический отдел и отдел выдачи книг на дом, а также комнаты для занятий в кружках по изучению немецкого, французского и английского языков. В 1926 году библиотека создала такие же группы для сотрудников учреждений Главнауки. На 1 октября 1928 года книжный фонд составлял 40 000 томов на восьми языках, общее число абонентов — 20 000 человек. В читальный зал было записано 3000 человек. Были созданы картотеки: алфавитный, системный, персональный, предметный указатели по литературе и искусству и новинок художественной литературы. Библиотека выпустила журнал «Литературная жизнь Запада», материалами для которого служила информация из 60 журналов. Количество учащихся лингвистических курсов превысило тысячу человек, из-за нехватки преподавателей при библиотеке организовали Высшие курсы иностранных языков. Выпускники курсов имели возможность преподавать, а также работать референтами-корреспондентами, переводчиками и работниками печати. Одновременно с этим началась работа по созданию вуза: Институт новых языков был создан и начал обучение студентов в 1930 году.
Для привлечения к чтению рабочих и технических специалистов были организованы передвижные библиотеки иностранной литературы. Решение ЦК ВКП(б) о необходимости овладения партактивом иностранными языками также поспособствовало значительному расширению деятельности библиотеки. В марте 1929 года было создано бюро переводчиков, на базе которого позже образовали Объединение художественного перевода Союза советских писателей. Летом был организован первый филиал в Центральном парке культуры и отдыха. Значительные успехи в работе привели к тому, что попытки закрыть или объединить библиотеку с другими прекратились.

#### Здание церкви

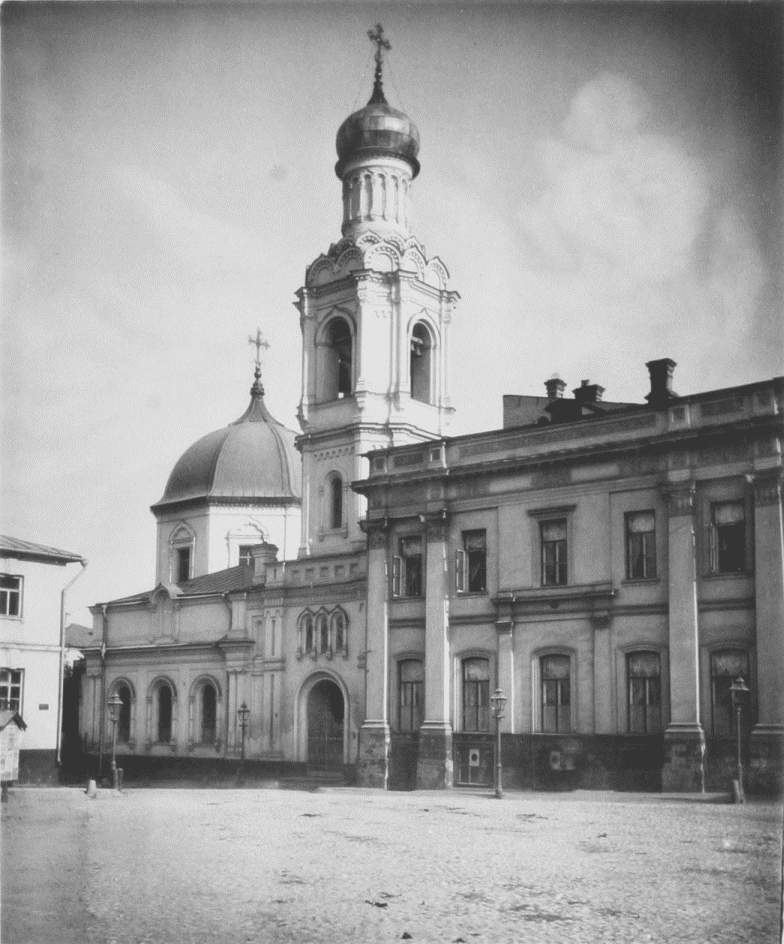
Здание храма Космы и Дамиана, где располагалась библиотека в 1930-е годы (фото 1882 год)

Количество посетителей увеличивалось, библиотечный фонд рос, помещений снова стало недостаточно, поэтому в 1929 году библиотеке было выделено дополнительное помещение в здании Политехнического музея, однако проблему это не решало. Для переезда рассматривалось несколько вариантов бывших зданий московских церквей: помещения бывшего Никитского монастыря на Большой Никитской улице, дом 27, здания храма Космы и Дамиана в Столешниковом переулке, дом 2, церковь Николы «Красный звон» в Юшковом переулке, церковь Антипия на Волхонке, церковь Николая Явленного на Арбате и храм святых Бориса и Глеба на Арбатской площади. Самым подходящим оказалось здание церкви Космы и Дамиана, которое за несколько месяцев до этого передали Ассоциации художников революционной России (АХРР), но не было занятым. Маргарита Рудомино приняла решение самовольно его занять. Переезд был совершён за один день. Впоследствии расположение библиотеки в здании помешало снести церковь во время религиозных гонений, большая часть церквей из предложенного списка к началу 1930-х была уничтожена. А 21 августа 1929 года Моссовет издал постановление, в котором официально передал здание библиотеке.
После переезда библиотека начала расширять сферу деятельности: осуществлять консультационную, учебную, методическую, научно-исследовательскую работу на всей территории СССР. С мая 1930-го стартовало издание «Библиографического бюллетеня иностранной литературы». Во время ремонта здания было создано двухъярусное книгохранилище, оборудованы читальный и консультационный залы, помещения под каталог, вспомогательные и административные отделы. Торжественное открытие состоялось 30 марта 1930 года. В канун десятилетия работы — в мае 1932 года — библиотека получила статус Государственной центральной библиотеки иностранной литературы (ГЦБИЛ).
С 1935 года в стране проходили масштабные аресты. Различные комиссии многократно проверяли библиотеку и предъявляли сотрудникам обвинения. После очередной проверки библиотеку постановили закрыть за наличие в книжном фонде низкохудожественной и идеологически вредной литературы, а также за неправильно сформированный штат сотрудников. Коллегия Главнауки изучила претензии и аргументированно отказалась выполнять решение комиссии.

#### Особняк во время войны
В 1941 году в результате авианалёта на Москву была пробита крыша библиотеки. Потребовался капитальный ремонт, однако средства на него выделены не были. Маргарита Рудомино начала поиск нового здания, и в 1943 году ей удалось получить особняк в Лопухинском переулке, дом 5. Читальные залы открылись в октябре того же года. С началом Великой Отечественной войны библиотека стала центром антифашистской контрпропаганды. Сотрудники переводили захваченные в боях документы и обучали военных читать на немецком языке. Книгохранилище оставалось в старом помещении и за годы войны увеличилось в два раза за счёт трофейной литературы и книг, перевезённых из других библиотек. На время войны редкие книги и ценные коллекции библиотеки сперва были эвакуированы в город Хвалынск Саратовской области, а позже — за Урал. К 1945 году вновь были организованы индивидуальные и групповые консультации, по окончании войны появились кружки чтения классиков иностранной литературы и разговорной практики, а также методические чтения по обмену опытом среди преподавателей иностранных языков.

#### Реорганизация и дом на Варварке

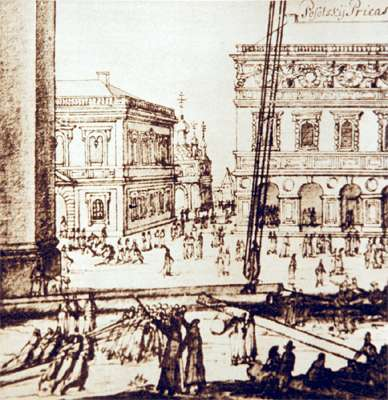
Фрагмент Посольского приказа на рисунке Эрика Пальмквиста «Подъём колокола на Ивановскую колокольню», 1675 год

В 1946 году совет министров СССР организовал Издательство иностранной литературы и отменил валютное финансирование библиотек для закупки зарубежных книг. Чтобы не остаться без современной иностранной литературы, библиотека согласилась войти в состав издательства. 1 марта 1948 года вышло постановление совета министров СССР о её реорганизации во Всесоюзную государственную библиотеку иностранной литературы (ВГБИЛ) — центральное в СССР книгохранилище иностранной литературы.
За счёт крупного финансирования ВГБИЛ значительно увеличила штат сотрудников, библиотека значительно увеличила комплектование книг и заложила основы фонда естественно-научной литературы. Также на работу были приняты пострадавшие от «лысенковщины» учёные и библиографы. Для ВГБИЛ выделили дом 12 на улице Разина, в подвале которого в XVI веке располагался Посольский приказ Ивана Грозного и заключались торговые сделки с англичанами, позже в самом доме до революции находилось правление торгового дома Морозовых. В 1957 году в библиотеке организовали отдел литературы стран зарубежного Востока с литературой на 57 восточных языках и фондом около 4000 книг. К этому времени общий фонд достигал более 400 тысяч книг и 375 тысяч журналов: библиотека выписывала полторы тысячи названий периодики по естественным наукам из 60 стран.

#### Строительство нового здания

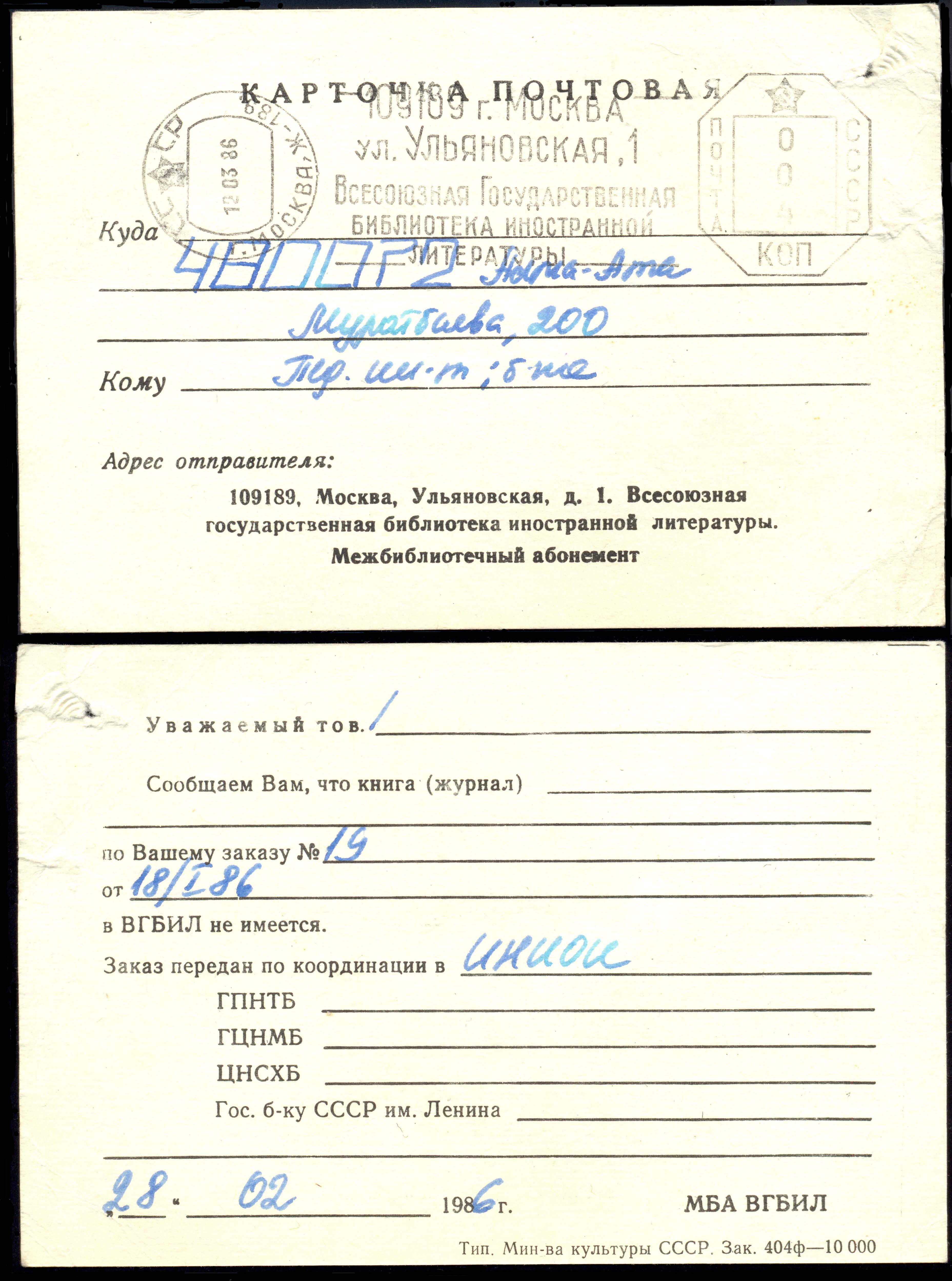
Лицевая и оборотная стороны почтовой карточки СССР библиотеки ВГБИЛ с франкотипом, 1986 год

В 1953 году в связи с планируемым строительством гостиницы «Россия» здание библиотеки по улице Разина должны были снести. Совет министров СССР опубликовал распоряжение о строительстве здания ВГБИЛ по типовому проекту пятиэтажной школы. Первоначально возвести здание предполагалось на пустырях в районе Балтийской улицы, но Маргарита Рудомино категорически отказалась от этого места: по её мнению, переезд на край города снизил бы количество читателей. Поиск подходящей территории был приостановлен, с местом определились только в 1957 году, выбрав Ульяновскую улицу. На переселение жителей с выбранного участка ушло ещё четыре года, поэтому строительство здания стартовало в ноябре 1961-го. Государственный комитет СССР по науке и технике выступил с требованием разместить там Всесоюзный институт научной и технической информации, но разногласия удалось урегулировать.
Новое здание площадью 24 000 м² достроили к началу 1965 года. В здании находились восьмиэтажное хранилище для книг, 14 читальных залов и зал для конференций на 400 мест. Переезд был начат весной 1965-го. К этому времени фонд библиотеки составлял 4 миллиона единиц, а персонал насчитывал 700 человек. Открытие состоялось 31 мая 1967 года.

### Позднесоветская деятельность

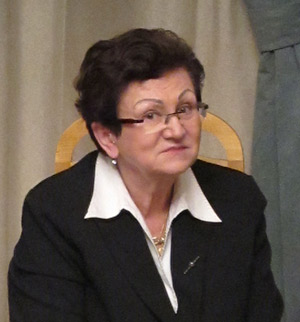
Екатерина Гениева, директор библиотеки в 1993—2015 годах, 2011 год

В 1961 году библиотека начала выпускать литературно-критический информационный сборник «Современная художественная литература за рубежом», в котором публиковались рецензии на новинки иностранной художественной литературы, драматургии, литературоведения и критики. Авторами журнала являлись переводчики Михаил Рудницкий, Мирон Черненко и другие, а главредом выступал переводчик Георгий Злобин. Журнал не подвергался цензуре и имел возможность публиковать авторов, не издаваемых в СССР.
С 1971 года ВГБИЛ являлась информационным посредником центра Международной федерации библиотечных ассоциаций и учреждений (International Federation of Library Associations, ИФЛА) в России. В мае 1972-го библиотеку наградили орденом Трудового Красного Знамени, а через год Маргарита Рудомино была освобождена от должности в связи с выходом на пенсию. Должность директора заняла Людмила Гвишиани-Косыгина, которую критикуют за то, что во время её руководства часть литературного фонда передали в другие библиотеки, были закрыты естественно-научный отдел, отдел литературы Азии и Африки, а также несколько читальных залов. В 1982 году библиотека награждена Почётной грамотой Президиума Верховного Совета РСФСР. В 1987 году на пост директора заступила Наталья Игумнова, однако уже через два года был объявлен конкурс на замещение должности руководителя в связи с ухудшением деятельности библиотеки. 30 октября 1989 года директором избрали учёного Вячеслава Иванова. А 30 августа 1990 года по просьбе работников ВГБИЛ распоряжением Совета министров СССР библиотеке посмертно присвоили имя основателя и первого директора Маргариты Рудомино, которая скончалась 9 апреля того же года.
С 1991 по 1995 год библиотека распределяла между республиками СНГ книги, полученные по программе книжной помощи из стран Западной Европы, США и Австралии. В общей сложности было передано около миллиона книг. В 1993 году библиотека стала членом ИФЛА. В 1993 году должность руководителя заняла Екатерина Гениева. Было создано издательство «Рудомино» для выпуска гуманитарной литературы. В 1994 году учреждена стипендия «Рудомино грант». По данным 1995 года фонд ВГБИЛ составил 4,5 миллиона экземпляров на 142-х языках. Наибольшее собрание книг — на английском, немецком и французском языках. Также на территории библиотеки в 1990-е годы проходили съемки телепрограммы «Очевидное — невероятное».

## Современность

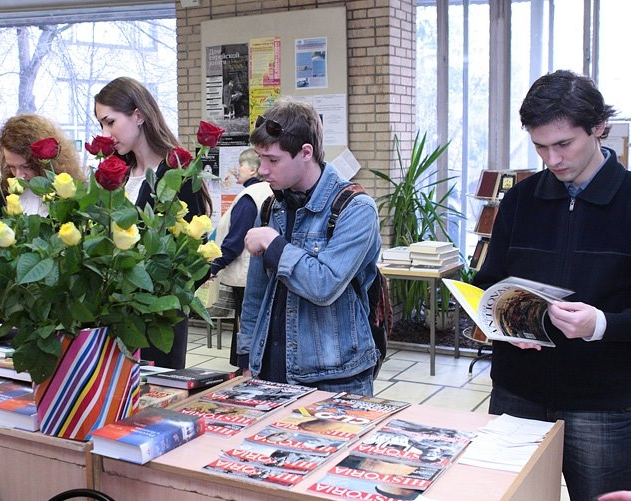
День книги в Институте Сервантеса, 2013 год

Согласно новой концепции развития библиотеки, разработанной в 2012 году, приоритетными направлениями являются «развитие коммуникационной составляющей, международного сотрудничества, образовательных программ». В 2013 году на базе библиотечного учебного центра «Валентиновка» проводились международные семинары, встречи и стажировки, а также велась работа по созданию научного центра.
В 2015 году были открыты два новых международных центра: Франкотека для изучения французской культуры и Центр славянских культур. Совместно с издательством «Эксмо» был разработан проект открытого доступа к электронным книгам, в рамках которого региональные представительства библиотеки должны были получить электронные копии фонда. В том же году в здании библиотеки началась замена инженерных коммуникаций. Закрыть библиотеку и провести замену систем во всём здании единовременно не было возможности, поэтому поэтапные ремонтные работы запланировали осуществить в течение десяти лет. Одновременно с этим сменился руководитель библиотеки — 30 июля 2015 года генеральным директором был назначен Вадим Дуда. В 2016 году Дуда выступил в Министерстве культуры России с докладом о программе развития библиотеки, которую одобрила министерская комиссия. На установку системы автоматического пожаротушения было дополнительно выделено 127 миллионов рублей.
В 2016 году Центру славянских культур был передан книжный фонд закрытой Библиотеки украинской литературы. В нём собраны книги стран-участниц Форума славянских культур: России, Украины, Белоруссии, Словении, Словакии, Болгарии, Чехии, Польши, Хорватии, Боснии и Герцеговины, Черногории, Сербии и Македонии.
В течение нескольких лет библиотека являлась координатором проведения «Библионочи». За 2016 год учреждение посетили 85 000 человек, в 2017 году — 155 000, при этом большинство новых читателей в возрасте до 35 лет. В феврале 2017 года количество сотрудников сократилось на 11 человек. По официальной версии, причиной увольнения шести работников стала их сомнительная деятельность по международному обмену книгами, а ещё пять человек уволились из-за сокращения выставочного отдела и нежелания переходить на работу в новые подразделения библиотеки. Директор опроверг информацию о массовом сокращении и пояснил, что планов по сокращению штата нет.
В помещениях библиотеки проводят международные конференции, семинары, круглые столы и выставки. Библиотека организует мероприятия в различных городах России, оказывает помощь в повышении квалификации библиотекарей, издаёт научно-вспомогательные библиографические указатели, периодические издания, календари памятных дат, проводит работы по автоматизации библиотечных процессов и формированию базы данных. Совместно с Институтом Сервантеса на территории библиотеки организованы языковые курсы испанского.
21 мая 2019 года в библиотеке был открыт Ибероамериканский культурный центр, миссией которого является продвижение культур и языков испано- и португалоязычных стран. Руководством библиотеки также было объявлено о намерении создать центр итальянской культуры. С иранскими представителями обсуждалось создание Персотеки по аналогу с Франкотекой.
17 декабря 2020 года в библиотеке открылась «Вселенная Гутенберга» — первый в библиотечном пространстве России мультимедийный центр по истории книги и книжного дела. Здесь создана уникальная интерактивная среда, ориентированная на исследовательскую, образовательную и просветительскую деятельность. Пространство состоит из экспозиции, лекционного и читального залов. Основу книжной экспозиции составляют десять тематических разделов, посвященных роли и значению книги в жизни человечества, в развитии культуры, науки и образования на протяжении почти 600-летней истории книгопечатания. Гости «Вселенной Гутенберга» могут познакомиться c моделью типографии XV века, иллюстрированными образцами военной и научной книги, личными библиотеками и экслибрисами в собрании редких книг Библиотеки иностранной литературы и многим другим. Используемые мультимедийные технологии расширяют и дополняют границы книжной экспозиции. «Вселенная Гутенберга» раскрывает неразрывные связи современных информационных технологий с классической бумажной книгой. Каждый посетитель может полистать, не прикасаясь, «Всеобщую историю книги» или услышать звуки сражения, оказавшись около гравюры из книги по теории и практике военного дела немецкого автора XVI века Леонгарда Фронспергера. Или сделать 3D-фото с Иоганном Гутенбергом, Уильямом Шекспиром и Леонардо да Винчи с помощью приложения дополненной реальности HistFig AR.
В субботу 11 марта 2023 года Отдел японской культуры «Japan Foundation» в ВГБИЛ закрылся для читателей. Фонд продолжил свою деятельность на территории РФ, а книги из фонда библиотеки при Отделе японской культуры переехали в Посольство Японии в России, с дальнейшей возможностью их одалживания. Так же продолжились курсы японского языка, семинары для преподавателей японского языка и другие проекты.

## Руководство
С марта 2025 года генеральным директором ВГБИЛ является Марина Павловна Захаренко (род. 1970) — кандидат педагогических наук, автор более 230 работ, в том числе двух монографий по библиотечному делу.